# Eemnesserpolder

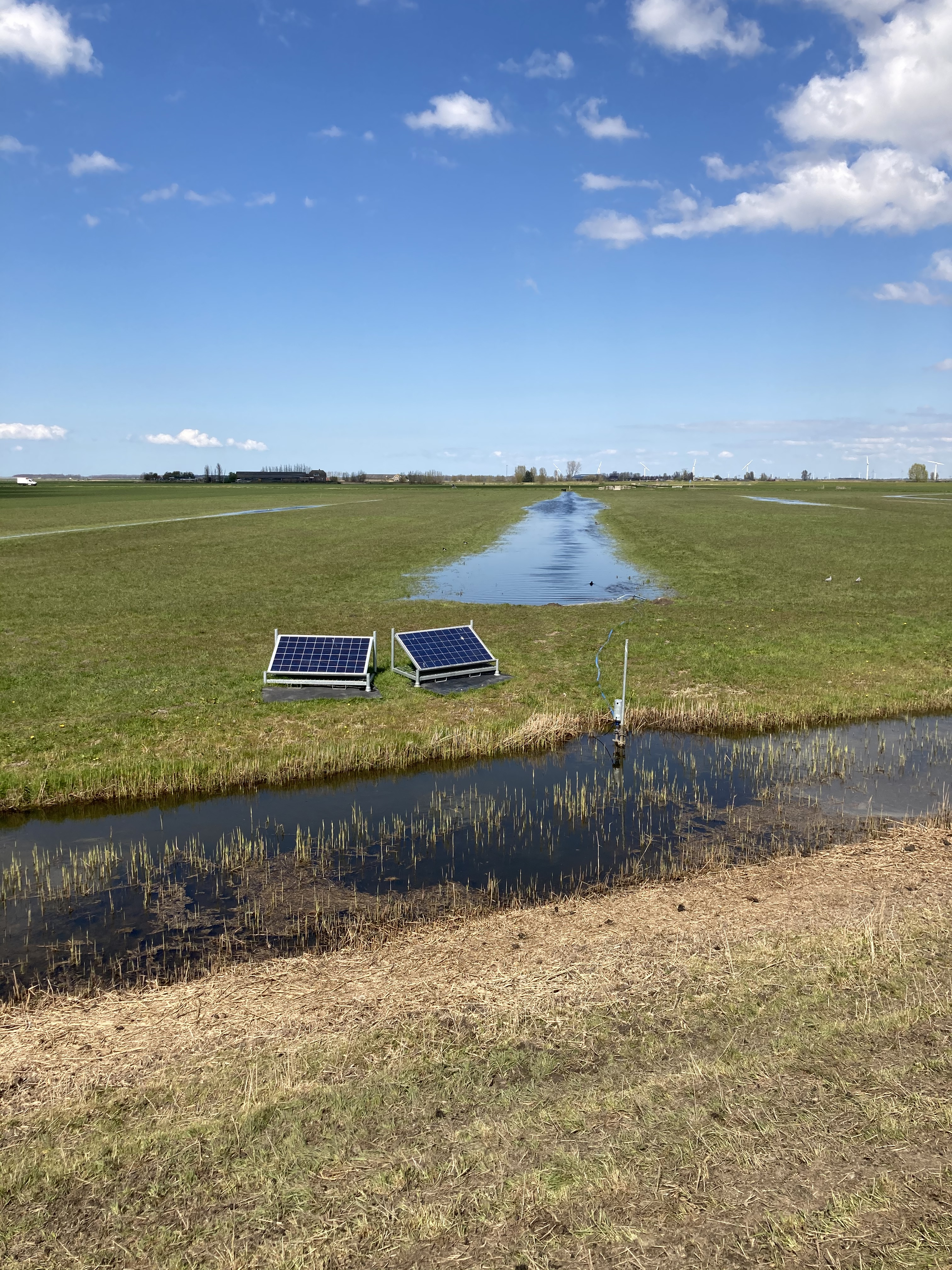
In de weidevogelgebieden wordt de waterstand kunstmatig hoog gehouden

De Eemnesserpolder of Eemnesser polder is een weidegebied in de provincie Utrecht dat begrensd wordt door de A1, de Wakkerendijk, de Meentweg in Eemnes, het Eemmeer en de rivier de Eem. Het gebied is rijk aan weidevogels als kieviten, grutto's, kluten, scholeksters en tureluurs. In de winter bevolken veel ganzen en zwanen het gebied. Onderdeel van het gebied is het weidevogelreservaat Eemland.
De Eem liep eeuwenlang uit in de Zuiderzee en overstroomde regelmatig het omliggende gebied. Rond het jaar 1000 werd begonnen met het ontginnen van de vruchtbare moerassige grond. Daarmee begon ook de strijd tegen het water. De gronden werden in noordelijke richting steeds verder ontgonnen waardoor het raakte aan de bezittingen van de Gooiers. In de 14e eeuw werden definitief de grenzen tussen Gooi en Eemland vastgesteld en aangegeven met leeuwenpalen. De oorspronkelijke dijk langs de Eem lag bijna een kilometer landinwaarts. Bij het doorbreken van de dijk ontstonden diepe kolkgaten die 'wielen' of 'waaien' werden genoemd. Langs de Zomerdijk en de Meentdijk liggen 25 waaien die een aardkundig monument vormen.

## Polders
- Zuidpolder te Veld
- Noordpolder te Veld
- Maatpolder
- Binnendijkpolder te Veld
- Noordpolder te Veen
- Zuidpolder te Veen
- Binnendijkpolder te Veen

## Objecten in het gebied
- De Eemnesservaart, tussen Eemnes en de Eemnessersluis (aan de andere kant van de sluis genoemd Buitenvaart en na ca. 500m uitmondend in de rivier de Eem);
- Veerpont over de Eem ter hoogte van Eemdijk;
- Twee jachthavens;
- Ontvangstation van het Ministerie van Defensie;
- Waaien nabij het Eemmeer (aardkundig monument);
- Restanten van een eendenkooi in de Noordpolder te Veld;
- Gedenkbord Eemnesserpolder ter herinnering aan de bemanning van het geallieerde vliegtuig, dat hier op 20 februari 1944 brandend neerstortte.

### Gemalen en sluis
- Gemaal Eemnes[1] (elektrisch, tot 1921 stoomgemaal);
- Gemaal Tydeman;
- Eemnessersluis.